# Jean-Vincent Scheil

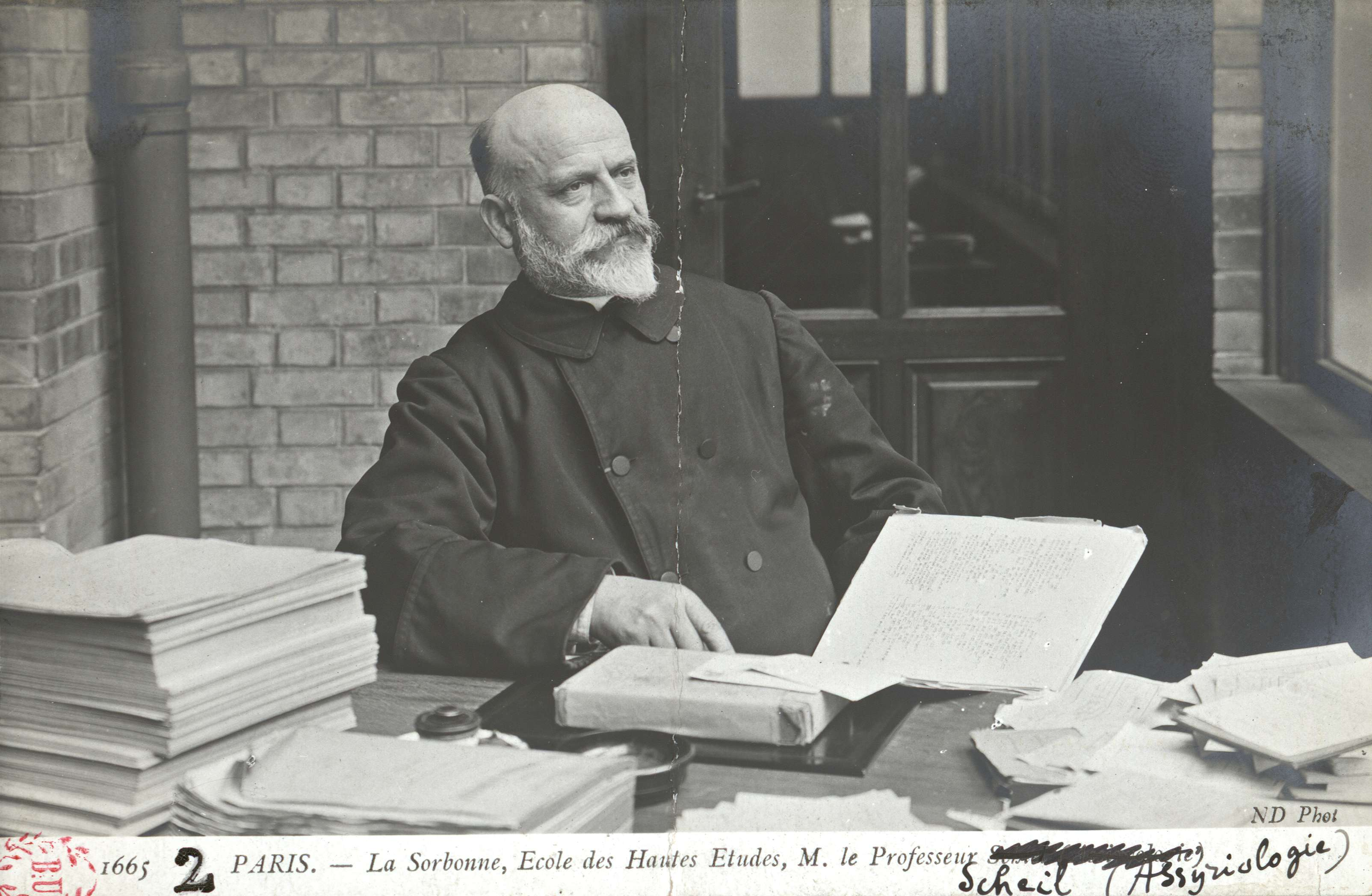
Carte postale de M. le professeur Scheil.

Jean-Vincent Scheil, O.P., né le 10 juin 1858 à Kœnigsmacker et mort le 21 septembre 1940 à Paris, est un religieux et archéologue français, célèbre pour avoir découvert et traduit les inscriptions de la stèle du Code de Hammurabi, en Iran.

## Biographie
Jean-Vincent Scheil naît le 10 juin 1858 à Kœnigsmacker, en Lorraine. Il étudie au collège de Sierck, puis poursuit ses études au petit séminaire de Montigny-lès-Metz, avant d'entrer au Grand Séminaire de Metz. Après ses études en théologie, il entre dans les ordres chez les dominicains. En 1887, Scheil commence à suivre des cours d'égyptologie et les cours d'assyriologie d'Arthur Amiaud à l'École des hautes études, à Paris.
Il participe ensuite à une série de missions scientifiques au Moyen-Orient. En 1890, Scheil est nommé membre de la Mission archéologique française du Caire qui fouille la nécropole de Thèbes. En 1892, le gouvernement turc lui confie la direction du département des antiquités ottomanes.

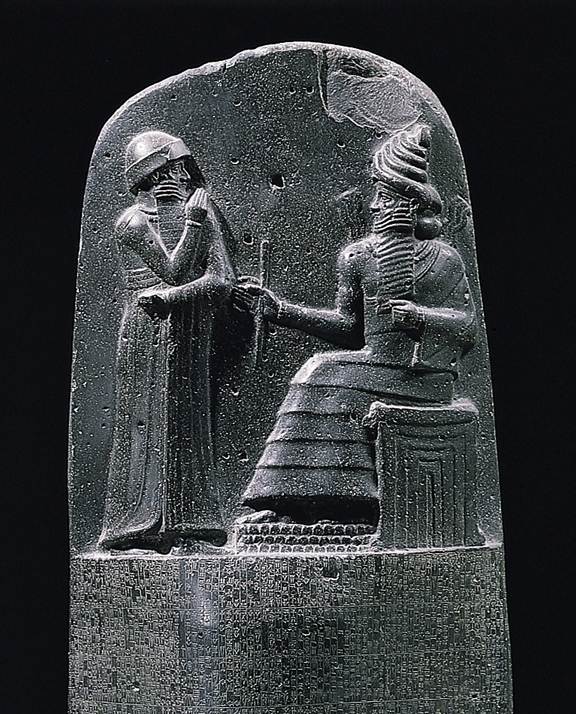
Code de Hammurabi.

Mais c'est avec la fouille dirigée par Jacques de Morgan, qu'il accède à une renommée mondiale. De 1900 à 1902, Scheil participe aux fouilles de Babylone. C'est durant cette mission, en décembre 1901 à Suse en Iran, qu'il participe à la découverte d'une stèle en basalte de 2,5 mètres de haut. Le célèbre Code de Hammurabi est gravé sur ce monument. Il rapporte la stèle à Paris en avril 1902 et, pendant six mois, il déchiffre l'intégralité de la longue inscription écrite en akkadien. Il publie en 1904 l'intégralité de la traduction du Code dans son livre, La Loi de Hammourabi (vers 2000 av. J.-C.).
Le Père Scheil est élu membre de l'Académie des inscriptions et belles-lettres en 1908.
En 1911, il acquiert la tablette de Kish, qu'il traduit aussitôt. En 1939, il publie son dernier volume de textes de Suse, « Mélanges épigraphiques ».
Le père Scheil reviendra souvent rendre visite à Kœnigsmacker villageois et à ses cousins les plus proches (de la famille Krier). Son dernier voyage à Kœnigsmacker prendra fin le 24 Août 1939 avant l’évacuation des habitants dans la Vienne.
Le Père Jean-Vincent Scheil meurt à Paris le 21 septembre 1940,. Il est enterré au cimetière de Châtillon (Hauts-de-Seine).
Il a eu notamment comme élève François Martin, qui le remplaça à l'École pratique des hautes études pendant ses fouilles à Suse et Georges Contenau, qui lui succéda sur le site archéologique de Suse.

## Décorations
- Officier de la Légion d'honneur (31 janvier 1923)

## Sources
- Thierry Tauran, Laurent Dap: Le Père Jean-Vincent Scheil, le Champollion lorrain, éditions Mettis, 2010
- Notice biographique sur inha.fr (consulté le 18 octobre 2013).